# サウス・ノーウォーク駅
サウス・ノーウォーク駅（South Norwalk）は、コネチカット州フェアフィールド郡ノーウォークにあるメトロノース鉄道の駅。

## 概要
メトロノース鉄道のニューヘイブン線の駅である。この駅からニューヨーク州にあるグランド・セントラル駅に行ける。

## 利用可能な鉄道路線／列車
メトロノース鉄道：
■ニューヘイブン線

## 駅構造
| 5番線 | ホーム | 3番線 | 1番線 | 2番線 | 4番線 | ホーム | 6番線 |

2面6線（島式）のホームを持つ地上駅である。
| のりば | 路線              | 方向 | 行先                         | 備考 |
| ------ | ----------------- | ---- | ---------------------------- | ---- |
| 3・5   | ■ニューヘイブン線 | 上り | グランド・セントラル方面     |      |
| 3・5   | ■ダンバリー支線   | 上り | ダンベリー方面               |      |
| 4・6   | ■ニューヘイブン線 | 下り | ニュー・ヘブン＝ユニオン方面 |      |

## 隣の駅
メトロノース鉄道
■ニューヘイブン線
ロウェイトン - サウス・ノーウォーク - イースト・ノーウォーク
(ロウェイトン) - サウス・ノーウォーク - メリット7